# Little Billing
Little Billing är en stadsdel i Northampton, i civil parish Billing, i distriktet West Northamptonshire, i grevskapet Northamptonshire i England. Little Billing var en civil parish fram till 1935 när blev den en del av Billing. Civil parish hade 83 invånare år 1931.